# Wtórna jama ciała
Wtórna jama ciała, celoma (gr. koílōma jama) – jama ciała, która powstaje w mezodermie w trakcie rozwoju zwierząt triploblastycznych. Powstanie wtórnej jamy ciała umożliwiło oddzielenie głównej jamy ciała (zawierającej przewód pokarmowy i inne narządy) od ściany zewnętrznej, stanowiącej ograniczenie dla mięśni i nadającej wygląd zwierzęciu. Stanowi szkielet hydrauliczny i umożliwia funkcjonowanie układu pokarmowego niezależnie od ruchów powłok ciała i sposobu poruszania się zwierzęcia. U płazińców, wstężnic i obleńców ograniczona jest do wnętrza gonad, u pozostałych grup zastępuje w rozwoju osobniczym pierwotną jamę ciała. Po raz pierwszy pojawiła się u pierścienic.
Celoma jest cienkościennym workiem wciśniętym pomiędzy narządy. Jest zawsze wysłana własnym nabłonkiem, połączona ze środowiskiem zewnętrznym celomoduktami.
Może się rozwijać dwoma sposobami. Są to: schizocelia (rozszczepienie) lub enterocelia (uwypuklenie).
Schizocelia polega na migracji komórek endodermalnych do wnętrza blastocelu. Tworzą one tam zwarte skupienia po bokach prajelita, tzw. mezodermę przyśrodkową, pośrednią i boczną. Ta ostatnia rozsuwa się, tworząc mezodermę boczną ścienną i trzewną, między nimi zawarta zaś jest celoma.
Enterocelia występuje u wtóroustych. Polega na tworzeniu się uwypukleń komórek mezodermy, które po oderwaniu od ścian prajelita zamykają się, tworząc wtórną jamę ciała.
Termin celoma wprowadził Ernst Haeckel w 1872 roku. Zwierzęta celomatyczne nazywane są wtórnojamowcami lub jamczakami.